# Monika Aúz Castro
Monika Aúz Castro (geboren 27. Januar 1940) ist eine deutsche Juristin. Sie war seit 1982 Richterin am Bundespatentgericht und seit 1999 Mitglied von verschiedenen Beschwerdekammern am Europäischen Patentamt in München.

## Beruflicher Werdegang
Aúz Castro war 1976 Oberregierungsrätin und 1978 Regierungsdirektorin am Deutschen Patentamt.
Zum 9. August 1982 wurde sie als Richterin an das Bundespatentgericht berufen. Seit 1999 war Aúz Castro Mitglied in verschiedenen Beschwerdekammern am Europäischen Patentamt (EPA). Zusammen mit Heinz Joachim Reich gab sie Seminare auf Fachtagungen des Europäischen Patentamts. So 2002 zum Thema „Mündliche Verhandlungen vor dem Europäischen Patentamt“ und 2005 zum Thema „Schwerpunkte neuester Entscheidungen der Beschwerdekammern“. 2005 wurde Aúz Castro in den Ruhestand verabschiedet.
Aúz Castro arbeitete an dem Kommentar zum Europäischen Patentübereinkommen mit.
Aúz Castro ist Mitglied des Zonta-Clubs München II.

## Veröffentlichungen
- Procedimientos y juicios en cases de oposición en materia de propiedad industrial. La función de la oficina y de los tribunales (= Verfahren und Prozesse in Widerspruchsverfahren zum gewerblichen Rechtsschutz. Die Rolle des Amtes und der Gerichte). In: Academia de la OMPI. Sesión en espanol. Organización Mundial de la Propiedad Intelectual (OMPI), Ginebra, Kolumbien 1993, OCLC 1160578423 (spanisch).
- El papael de la oficina de propiedad industrial y de los tribunales en los procedimientos de oposición, infracción y revocación (= Die Rolle des Amtes für gewerblichen Rechtsschutz und der Gerichte in Widerspruchs-, Verletzungs- und Nichtigkeitsverfahren). In: Academia de la OMPI. Sesión para los paises de America Latina y el Caribe. Ginebra, 9 a 20 de mayo de 1994. OMPI, Ginebra, Colombia 1994, OCLC 1159942770 (spanisch).
- Vorbenutzung als Stand der Technik und ihr Beweis. In: GRUR International. Gewerblicher Rechtsschutz und Urheberrecht (GRUR). Band 45, Nr. 11, 1996, OCLC 717669621, S. 1099–1104.
- Prior Use as Prior Art and Evidence Thereof. In: International Review of Industrial Property. Band 27, Nr. 2, 1996, OCLC 1159474095, S. 190–202 (englisch).
- Unter Mitarbeit von Monika Aúz Castro und vielen anderen: Europäisches Patentübereinkommen. Kommentar. Hrsg.: Margarete Singer, Dieter Stauder. 2. Auflage. Heymanns, 2000, ISBN 978-3-452-22926-7.[8][9]